# Money Honey (chanson des Drifters)
Singles de The Drifters
Such a Night
(1954)
Money Honey est une chanson du groupe américain The Drifters, publiée en single (sous le label Atlantic Records) en septembre 1953.
L'une des versions les plus célèbres est la reprise par Elvis Presley en 1956.
En 2004, Rolling Stone a classé cette chanson, dans la version originale des Drifters, 252e sur la liste des « 500 plus grandes chansons de tous les temps » (en 2010, le magazine rock américain a mis à jour sa liste, maintenant la chanson est 254e). Elle est également sélectionnée par le Rock and Roll Hall of Fame, en 1995, comme l'une des « 500 chansons qui ont façonné le rock 'n' roll ».

## Composition, enregistrement et réception
La chanson est écrite par Jesse Stone sous le nom de Charles E. Calhoun. L'enregistrement des Drifters est produit par Ahmet Ertegun et Jerry Wexler le 9 août 1953 aux studios Atlantic à New York, avec Clyde McPhatter (voix principale), Bill Pinkney (baryton), Andrew « Bubba » Thrasher (deuxième ténor), Gerhart « Gay » Thrasher (ténor supérieur) et Willie Ferbie (basse). Walter Adams est le guitariste sur le disque.
La chanson est un succès immédiat et reste dans les classements rhythm & blues pendant 23 semaines, culminant en 1re position. L'enregistrement est réputé avoir vendu plus de deux millions d'exemplaires en 1968.

## Autres versions
De nombreux artistes ont repris cette chanson. On peut citer notamment :
- 1954 : Ella Mae Morse, en single et sur l'album Barrelhouse, Boogie and The Blues.
- 1956 : Elvis Presley, sur son premier album Elvis Presley.
- 1958 : Wanda Jackson, sur l'E.P. Let's Have A Party.
- 1959 : Eddie Cochran en concert, version parue en 1999 sur l'album The Town Hall Party Shows.
- 1964 : Little Richard, sur l'album Little Richard Is Back (And There's a Whole Lotta Shakin' Goin' On!).
- 1964 : Bob Dylan, enregistrement publié en 2014 sur The 50th Anniversary Collection 1964.
- The Jackson 5 enregistrent une version pour Motown vers 1971-1975. C'est un des 19 titres « rares et inédits » figurant sur le 4e CD du coffret Soulsation! de Michael Jackson, publié en 1995.
- 1972 : Ry Cooder sur l'album Into the Purple Valley.
- Jerry García Band l’interprète plus de 75 fois entre avril 1972 et 1995.
- 1973 : Gary Glitter sur son second album Touch Me.
- 1974 : The Sensational Alex Harvey Band sur The Impossible Dream.
- The Coasters
- 1980 : .38 Special sur Rockin' into the Night.
- 2013 : Aaron Neville, album My True Story sur Blue Note Records.

La chanson est adaptée en français en 1963 par Eddy Mitchell sous le titre Belle Honey pour son album Eddy in London, et par Jean Fauque pour Johnny Hallyday sour le titre Monnaie monnaie pour l'album Destination Vegas en 1996.